# Тогизтарауський сільський округ
Тогизтара́уський сільський округ (каз. Тоғызтарау ауылдық округі, рос. Тогызтарауский сельский округ) — адміністративна одиниця у складі Жамбильського району Жамбильської області Казахстану. Адміністративний центр — село Тогизтарау.
Населення — 738 осіб (2021; 869 у 2009, 1026 у 1999, 857 у 1989).
Станом на 1989 рік села Жанатколь, Кумсуат та Тогизтарау перебували у складі Білікольської сільської ради Джувалинського району. 1997 року сільський округ передано до складу Таласького району, однак до 1999 року він був повернутий назад до складу Жуалинського району. 2013 року був виділений Тогизтарауський сільський округ та переданий до складу Жамбильського району.

## Склад
До складу округу входять такі населені пункти:
| Населений пункт  | Старі назви | Населення, осіб (1989) | Населення, осіб (1999) | Населення, осіб (2009) | Населення, осіб (2021) |
| ---------------- | ----------- | ---------------------- | ---------------------- | ---------------------- | ---------------------- |
| Жанаоткель, село | -           | 227                    | 336                    | 275                    | 244                    |
| Кумсуат, село    | -           | 391                    | 169                    | 143                    | 61                     |
| Тогизтарау, село | -           | 239                    | 521                    | 451                    | 433                    |